# Huszár Gál
Huszár Gál, Gallus Anaxius  (1512. október 16. – Pápa, 1575. október 23.) reformátor, nyomdász, énekszerző, református szuperintendens. A Heidelbergi káté magyarra fordítója.

## Életpályája
Származásáról és fiatalkoráról éveiről kevés információ áll rendelkezésre. A közvetett források alapján feltételezhető, hogy 1512-ben születhetett és Krakkóban tanult. Beszélt görögül, latinul, héberül és németül, emellett zenei ismeretekkel is rendelkezett.
Az első írásos emlék 1553. augusztus 4-ei kiközösítése a katolikus egyházból. Ekkor Vízkelet lelkipásztoraként működött, mely állást 1551–52-től tölthette be. A kiközösítés miatt menekülnie kellett és Habsburg Miksa magyaróvári birtokán Wohnitzky Zakariás várkapitány védelmét élvezte. Magyaróváron és Kálnokon is ellátta a lelkipásztori tisztséget. Megérkezése után nem sokkal iskolát alapított és papokat taníttatott ki. 1555 pünkösdjén nyilvános hitvitája volt két pozsonyi kanonokkal. Egy 1557-es bécsi látogatása után, ahol Raphael Hoffhalter nyomdásszal barátságot kötött, 1558-ban nyomdát rendezett be Magyaróváron.
Első könyvét 1558. április 1-én nyomtatta ki, a könyvet Miksának ajánlotta és Anaxiusnak azaz méltatlannak nevezte magát. A nyomtatás után a győri szentszék elé idézték, de mivel a harmadik felszólításra sem jelent meg, kiközösítették. 1558. november 1-jén pedig I. Ferdinánd parancsára, Oláh Miklós ellenjegyzésével eltiltották a könyvnyomtatástól. Ennek ellenére még 1559-ben újabb könyveket nyomtatott. Az egyik Sztárai Mihálynak a római katolikus egyház papi intézményét gúnyoló, szatirikus, hitvitázó színműve a másik Heinrich Bullingernek a magyar protestánsokhoz írt hitvalló levele
1559-ben Kassára hívták meg papnak és 1560 márciusában (20-án iktatták be lelkipásztori hivatalába) elvállalta a több biztonságot ígérő meghívást. Ám itt sem maradhatott sokáig, 1560 októberében elfogatta az egri érsek, Verancsics Antal. Mielőtt az egri börtönbe szállították volna Kassán tartották fogva, ahol azonban tisztelői kibontották a kassai börtön falát, így megmenekült (december 27.). Kassáról nyomdájával együtt Debrecenbe költözött. 
Debrecenben papi állást nem vállalt, csak nyomdászi feladatokat látott el. Debreceni működésének első terméke a még Magyaróváron elkezdett énekeskönyvének kiadása (Isteni dicséretek és psalmusok). Ezután főleg Debrecen református püspökének, Méliusz Juhász Péternek műveit nyomtatta ki. 
1562-ben elkezdte az Egervölgyi hitvallás kinyomtatását, de már nem tudta befejezni, mert 1562 májusában Komáromba távozott, ahol a dunai naszádosok prédikátora lett. 1563. február 7-én Oláh Miklós panaszára, császári utasításra újra menekülnie kellett. Ezután Nagyszombatban működött, de Oláh Miklós újra bepanaszolta és a császári parancs (1565. január 28.) miatt újra odébb kellett állnia.
1568-ban Csallóköz-Mátyusföld püspökeként már Komjáton tartózkodott, később Forgách Imre udvari papjaként látjuk újra itt. Komjáton lelkészi működése mellett Bornemisza könyveket is nyomtatott. 1572-ben vagy 73-ban kezdett a Bornemisza postillái első kötetének kiadásához, melyet Semptén fejezett be. 1574-ben jelentette meg A keresztyéni gyülekezetben való isteni dicséretek és imadsagok című evangélikus szertartási előírásokat valamint énekeket és imádságosságokat tartalmazó könyvét (Komjáti énekeskönyv). 1575-ben Pápára költözött, ahol október 23-án a pestis áldozatává vált. Nyomdáját fia, Huszár Dávid vitte tovább.

## Művei
Munkásságának legfontosabb momentuma a heidelbergi káté magyarra fordítása. A fordítást elsőként végezte el, majd fia adta ki először nyomtatásban.
- Ajánló levél (1562. febr. 14. Debrecen, Mélius Péternek Aran János tévelygései ellen intézett művében). Két éneke mai nap is használatban van: a gyülekezeti énekeskönyvben a 71. és 72. dicséret

Munkái: 
- Az Vr Iesus Christusnac Szent Vachoraiarol, kinszenvedeseröl es dichöseges fel tamadasarol valo Predicacioc. Óvár, 1558 (Egyetlen ismert példánya a 20. század elején a Bécsi Császári Könyvtárban volt.) 
  - Az Úr Jézus Krisztusnak szent vacsorájáról, kínszenvedéséről és dicsőséges feltámadásáról való prédikációk. Magyaróvár, 1558; Egyetemi Ny., Bp., 1945 (A reformáció és ellenreformáció korának evangéliumi keresztyén (református és evangélikus) egyházi írói)

- Isteni dicséretek és Psalmusok. Debrecen, 1560 (Így van említve e könyv a Debrecenben 1602-ben nyomtatott énekeskönyv előbeszédében.) – hangjegyes énekeskönyv

- A keresztyéni gyülekezetben való isteni diceséretek és imádságok. Komjáti, 1574 (Egyetlen példánya az eperjesi ág. ev. kollegium könyvtárában, kottákkal.) 
  - Huszár Gál–Kálmáncsehi Márton: A keresztyéni gyülekezetben való isteni dicséretek, 1-2.; fakszimile szöveggond. Varjas Béla, tan. Borsa Gedeon; Akadémiai, Bp., 1983
  - A keresztyéni gyülekezetben való isteni dicséretek és imádságok. Komjáti 1574, 1-3.; tan. Hubert Gabriella, fakszimile szöveggond. Kőszeghy Péter; MTA Könyvtára, Bp., 1986

- A kisebb gyermekek számára írt kátéja, melyet 1630. a pápai ev. ref. zsinat tankönyvül rendelt, elveszett. Bullinger Henrik zürichi lelkészhez írt latin levelét, mely a magyarországi reformációról ad fölvilágosításokat, (kelt Bécsben 1557. okt. 26,), közli Lampe-Ember, Historia Eccl. 112-116. l. és Böhl Eduard, az általa kiadott: Confessio helvetica posterior, Vindobonae, 1866. mellékletekép (105-110. l.); levele Kassa városához 1559. márc. 26. (Tört. Tár. 1889)
- Huszár Gál–Huszár Dávid: Imádkozó könyv. 1561, 1574, 1577; sajtó alá rend., bev. Fekete Csaba; Debreceni Református Hittudományi Egyetem, Debrecen, 2000 (A Debreceni Református Hittudományi Egyetem Gyakorlati Theológiai Tanszékének tanulmányi füzetei)